# Peacefire
Peacefire (bra: Fogo da Paz) é um filme independente da Irlanda feito em coprodução com o Reino Unido. O filme chamou a atenção da crítica nos festivais de cinema, ganhando os prêmios do Galway Film Fleadh, do Annonay International Festival of First Films e Angers European First Film Festival. Foi apresentado no Brasil em 2008 na Mostra Internacional de Cinema de São Paulo.

## Sinopse
Colin McNally (John Travers) é um adolescente problemático que está sendo criado por sua mãe viúva após a sua morte dos pais. Com sua atitude despreocupada em relação à situação política na Irlanda do Norte, Colin torna-se envolvido em atividades criminosas. Ele e os amigos, Spuds (Gerard Jordan) e Jimbo (Sean Roberts) começam a roubar carros, levá-los para um racha e depois tocam fogo neles.
Na sequência de um acidente de carro em um dos rachas, Colin e seus amigos escapam com apenas algumas pequenas lesões e estão presos. Enquanto ele e seus amigos estão sendo interrogados separadamente, um policial faz para Colin uma oferta - ou ele ajuda a polícia por se tornar um informante em derrubar uma autoridade superior do IRA (Exército Republicano Irlandês) ou ele e seus amigos serão enviados para a prisão.[carece de fontes?]

## Produção
As gravações do filme ocorreram de 17 de setembro a 21 de outubro de 2007 com locações em Lurgan, County Armagh. Parte do elenco e financiamento foi feito pela Irlanda do Norte. É um dos primeiros longas-metragens da Irlanda do Norte filmado com um sistema de câmeras digitais. O equipamento usado foi o P2 System Storage, fornecido pelo Manic Films, que disponibilizaram um adaptador de lente de 35mm Redrock M2 e uma HVX200 Panasonic para a filmagem.

## Recepção

### Crítica
Em sua crítica na Associated Press, Peter Brunette disse que "mesmo com os momentos clichês (...) O roteiro é sólido, direto (...) apresenta claramente as opções de Colin quando o IRA vem atrás dele, nenhuma das quais é boa."
Escrevendo para o Irish Echo, Joseph Hurley disse que "é, para citar o subtítulo do dramaturgo, 'uma rave política multimídia', mas o que realmente é é um fragmento emocionalmente válido e ricamente evocativo da vida cotidiana em tempos terríveis."
Pablo Villaça do Diário de Bordo deu ao filme duas de cinco estrelas dizendo que "é um drama frouxo (...) jamais consegue provocar o impacto que, aparentemente, julga alcançar."

### Lançamento
O filme foi originalmente exibido na República Checa, em 5 de Julho de 2008, no Karlovy Vary International Film Festival, uma semana antes de estrear em seu país natal, na Irlanda, em 12 de Julho de 2008, onde foi mostrado no Film Fleadh Galway. Nos Estados Unidos foi exibido em setembro de 2009 no Los Angeles Irish Film Festival. Foi apresentado em 23 de maio de 2010 no Irish Film Institute Ireland.

## Prêmios
| Ano  | Premiação                        | Prêmio                     | Categoria                      | Resultado                 | Indicado(s)     |
| ---- | -------------------------------- | -------------------------- | ------------------------------ | ------------------------- | --------------- |
| 2008 | Galway Film Fleadh               | Feature Film Award         | Melhor longa-metragem          | Venceu[carece de fontes?] | Chris Martin    |
| 2008 | Galway Film Fleadh               | Feature Film Award         | Primeiro melhor longa-metragem | Venceu[carece de fontes?] | Macdara Vallely |
| 2009 | Angers European First Film Award | European Jury Award        | Feature Film                   | Venceu[carece de fontes?] | Chris Martin    |
| 2009 | Angers European First Film Award | Europen Special Jury Award |                                | Venceu                    | Macdara Vallely |